# スーパー・ライヴ・イン・ジャパン
スーパー・ライヴ・イン・ジャパン (Super Live in Japan) は、クイーン+ポール・ロジャースによる映像作品で、DVDで発売された。

## 解説
本作はワールド・ツアーから2005年10月27日に日本のさいたまスーパーアリーナで行われたパフォーマンスを収録しており、クイーンとポール・ロジャース両方の曲が歌われている。これらの曲のうちの15曲は、クイーン+ポール・ロジャースのスタジオ・アルバム『ザ・コスモス・ロックス』のボーナスDVDとして日本以外の国でもDVDに収録されている。これらの曲には、*をつけて示している。「ファイア・アンド・ウォーター」は「C-レブリティ」のデジタル・シングルとしてリリースされ、「ファイア・アンド・ウォーター」と「ショウ・マスト・ゴー・オン」は「C-レブリティ」iTunes限定シングルとしてダウンロードできる。

## ディスク1
特に記述がないものは、ポール・ロジャースがリードヴォーカル。
1. リーチング・アウト - Reaching Out*
2. タイ・ユア・マザー・ダウン - Tie Your Mother Down*
3. ファット・ボトムド・ガールズ - Fat Bottomed Girls*
4. 地獄へ道づれ - Another One Bites the Dust*
5. ファイア・アンド・ウォーター - Fire and Water*
6. 愛という名の欲望 - Crazy Little Thing Called Love*
7. セイ・イッツ・ノット・トゥルー - Say It's Not True
  - リードヴォーカル：ロジャー・テイラー
8. '39 - '39
  - リードヴォーカル：ブライアン・メイ
9. ラヴ・オブ・マイ・ライフ - Love of My Life
  - リードヴォーカル：ブライアン・メイ
10. 手をとりあって - Teo Torriatte (Let Us Cling Together)*
  - リードヴォーカル：ブライアン・メイ、ポール・ロジャース
11. ハマー・トゥ・フォール
12. フィール・ライク・メイキン・ラヴ - Feel Like Makin' Love
13. レット・ゼア・ビー・ドラムス - Let There Be Drums
14. アイム・イン・ラヴ・ウィズ・マイ・カー - I'm in Love With My Car
  - リードヴォーカル：ロジャー・テイラー
15. ギターソロ
16. ラスト・ホライズン - Last Horizon
17. 輝ける日々 - These Are the Days of Our Lives*
  - リードヴォーカル：ロジャー・テイラー
18. RADIO GA GA - Radio Ga Ga*
  - リードヴォーカル：ロジャー・テイラー、ポール・ロジャース
19. キャント・ゲット・イナフ - Can't Get Enough*
20. カインド・オブ・マジック - A Kind Of Magic
21. ウィッシング・ウェル - Wishing Well
22. アイ・ウォント・イット・オール - I Want It All
23. ボヘミアン・ラプソディ - Bohemian Rhapsody
  - リードヴォーカル：フレディ・マーキュリー (テープ)、ポール・ロジャース
24. ボーン・トゥ・ラヴ・ユー - I Was Born to Love You*
  - リードヴォーカル：ブライアン・メイ、ロジャー・テイラー
25. ショウ・マスト・ゴー・オン - The Show Must Go On
26. オール・ライト・ナウ - All Right Now*
27. ウィ・ウィル・ロック・ユー - We Will Rock You*
28. 伝説のチャンピオン - We Are the Champions*
29. ゴッド・セイヴ・ザ・クイーン - God Save the Queen (テープ)*

## ディスク2
クイーン+ポール・ロジャースのブダペストでのドキュメンタリーショットを収録。